# 楊家聲
楊家聲，GBS，MBE，JP，前任香港房屋協會主席。在2000年8月－2006年8月期間亦曾任公務員薪俸及服務條件常務委員會主席。他是北角官立小學及皇仁書院的畢業生，1961年從羅富國教育學院畢業（今香港教育大學，教育學院前身）。
曾在香港中華煤氣有限公司企業人力資源總監，2006年退休，並在同年9月15日獲選為房協主席，現任渣打顧問。
楊家聲擁有超過十年不同範疇的公共和社區服務經驗，包括社會福利服務，有公職王的外號。他是社會福利署工商機構義務工作推廣小組的前召集人，亦曾作為康復諮詢委員會及婦女事務委員會的成員。現時亦是香港城市大學校董會的成員。
2005年，楊家聲獲香港特區政府頒授銀紫荊星章；2012年，楊家聲獲香港特區政府頒授金紫荊星章。

## 曾任公職
- 婦女事務委員會公眾教育專責小組成員[3]
- 香港房屋協會主席

## 附註
1. ↑   (PDF). 香港教育學院. 2009年9月3日. （原始内容存档 (PDF)于2022）.
2. 1 2  香港電台第一台：舊日的足跡：楊家聲 （页面存档备份，存于）
3. 1 2  .   [2008-03-27]. （原始内容存档于2010-03-06）.
4. ↑  . 2006年9月15日  [2008年3月27日].

## 外部連結
- https://web.archive.org/web/20071117040531/http://www.ciif.gov.hk/tc/speech/press240407.html